# 2038
سنة 2038 م هي سنة بسيطة تبدأ يوم الجمعة حسب التقويم الغريغوري.

## أحداث يتوقع حدوثها في هذه السنة
- 5 يناير - كسوف شمس حلقي في البحر الكاريبي، والمحيط الأطلسي، وغرب أفريقيا.